# GMM Grammy
GMM Grammy Public Company Limited (in thailandese จีเอ็มเอ็ม แกรมมี่) è il più grosso conglomerato mediatico di aziende d'intrattenimento in Thailandia, principalmente attivo nei settori televisivi e musicali.
Dal lato televisivo, la principale azienda controllata è GMMTV Co., insieme alle emittenti One31 e GMM 25 (e precedentemente GTH On Air); dal lato musicale ha invece quindici etichette sussidiarie, con artisti esclusivi come Thongchai McIntyre, Silly Fools, Bodyslam e Nontanun Anchuleepradit.
La compagnia si occupa anche di concerti, fan meeting, management, cinema, radio e pubblicazioni di riviste.
È attualmente diretta da Paiboon Damrongchaitham, che riveste anche il ruolo di presidente del consiglio di amministrazione.

## Struttura e società

### Possedimenti televisivi

Il logo di GMMTV, una delle principali sussidiarie di GMM Grammy

In passato, GMMTV e GMM Media nascono come dirette sussidiarie di GMM Grammy, mentre GMM Channel Trading Co., Ltd. aveva una sola sussidiaria, GMM Channel Co., Ltd. (l'attuale GMM 25).
Il 25 agosto 2017, T.C.C Group ha comprato il 50% delle azioni della società, ristrutturando significativamente le disposizioni interne, principalmente confluendo GMMTV e la quasi totalità di GMM Media Public Co., Ltd. a GMM Channel Trading Co., Ltd., oltre ad Exact Co., Ltd. e un quarto di Scenario Co., Ltd. a GMM Grammy (che prima appartenevano GMM Media).
Attualmente, le azioni possedute della società si dividono in:
- 50% di GMM Channel Trading
  - 100% di GMM 25
  - 100% di GMMTV
  - 99.8% di GMM Media, tra cui:
    - 100% di A-Time Media
- 100% di Exact
- 25% di Scenario
  - 17% di The One Enterprise
- 22.5% di The One Enterprise
  - 100% di One31

Fino al 25 agosto 2017, GMM Grammy era invece così strutturata:
- 100% di GMMTV
- 99.9% di GMM Media
  - 100% di A-Time Media
  - 100% di Exact
  - 25% di Scenario
- 100% di GMM Channel Trading
  - 100% di GMM 25
- 51% di The One Enterprise
  - 100% di One31

### Cinema
La società possiede GDH 559 Co., Ltd., compagnia di produzione di film, nata il 5 gennaio 2016 per rimpiazzare la precedente GMM Tai Hub (GTH), chiusa per conflitti interni.

### Etichette musicali
Benché la distribuzione musicale il più delle volte avviene sotto il nome generale GMM Grammy, l'azienda ha quindici diverse etichette sussidiarie:
- Genie Record
- Grammy Gold
- Grammy Big
- Sanamluang Music
- UP^G
- White Music
- Music Cream
- Nevermind Records
- Werk Gang
- Grand Musik
- Halo Society
- MBO
- GMMTV RECORDS
- GMM A
- Exact Music

### Elettronica
GMM Grammy possiede GMM Z Co., Ltd., azienda che si occupa di produzione e distribuzione di decoder satellitari, inizialmente nota come 1-Sky.

### Radio
Atime Media è l'unica società di radiofonia di GMM Grammy, che opera con le seguenti stazioni: Chill 89 FM, EFM 94, Green Wave 106.5 FM e Hot 91.5 (attiva fino al 2013).

### Pubblicazioni
Tra le riviste pubblicate da GMM Grammy vi sono Image, Madame Figaro Magazine, Her World, Maxim, Attitude e In Magazine.
La società ha inoltre quote nel Bangkok Post e nel gruppo Matichon, editore di numerosi quotidiani come Matichon e Khao Sod.

### Librerie
GMM Grammy possiede anche Se-Education PLC, una catena di librerie universitarie.